# Margarete Michael-Noindl
Margarete Michael-Noindl (* 12. März 1888 in Olmütz; † 1962 in Dresden) war eine deutsche Malerin.

## Leben und Werk
Margarete (auch Grete) Michael-Noindl nahm an der Damenakademie der Münchner Künstlerinnen-Vereinigung Unterricht bei Angelo Jank und ab 1907 bei Albert Weisgerber. Sie war Mitglied der Vereinigung bildender Künstlerinnen Österreichs. Im Archiv der Vereinigung befinden sich Grafiken der Künstlerin. Von 1913 bis 1914 hielt Margarete Michael-Noindl sich zum Arbeiten in Florenz auf. Von 1914 bis 1929 war sie Professorin für „neuzeitlichen Zeichenunterricht“ in Wien, danach zog sie nach Dresden. In der Zeit des Nationalsozialismus war sie Mitglied der Reichskammer der bildenden Künste und 1941 auf der Großen Dresdner Kunstausstellung vertreten.
Nach Ende des Zweiten Weltkrieges arbeitete sie in Dresden weiter als freischaffende Künstlerin. Sie war 1946 in Dresden auf der Allgemeinen Deutschen Kunstausstellung und der Kunstausstellung Sächsische Künstler und 1953 auf der Dritten Deutsche Kunstausstellung vertreten.

## Werke (Auswahl)
- Positano (Aquarell)[4]
- Bretagne (Vernis mou mit Aquatinta und Roulette, um 1910)[5]
- Linz (Linolschnitt)[6]
- Herbst (Aquarell, 1950; ausgestellt 1953 auf der Dritten Deutschen Kunstausstellung)[7]
- Frühling (Aquarell, 1952; ausgestellt 1953 auf der Dritten Deutschen Kunstausstellung)[8]
- Häuser im Grund (Aquarell, 1952; ausgestellt 1953 auf der Dritten Deutschen Kunstausstellung)[9]